# Massimo Bonavita
Massimo Bonavita (Cesena, 26 gennaio 1949 – Cesena, 2 luglio 2016) è stato un politico italiano.